# Angela Carini
Angela Carini (ur. 6 października 1998 r. w Neapolu) – włoska bokserka, olimpijka, wicemistrzyni świata i Europy.

## Kariera
W sierpniu 2019 roku zdobyła srebrny medal mistrzostw Europy w Alcobendas. W finale kategorii do 69 kg przegrała z Rosjanką Darimą Sandakową 0:5. W październiku tego samego roku została wicemistrzynią świata w Ułan Ude w kategorii do 64 kg, przegrywając w decydującej walce z Chinką Dou Dan. W sierpniu 2024 roku w czasie Letnich Igrzysk Olimpijskich 2024 podczas walki w 1/8 finału boksu w kategorii 66 kg zmierzyła się z Imane Khelif, jednak w 46. sekundzie walki odmówiła dalszego pojedynku. Powodem były kontrowersje wokół testów kwalifikacji płci Algierki.